# Tōru Furusawa
Tōru Furusawa (古澤 徹, Furusawa Tōru) est un seiyū  né le 3 août 1962.

## Rôles notables
- Seishiro Sakurazuka dans le film X (anime)
- Millions Knives dans Trigun
- Nakago dans Fushigi Yūgi